# اولوپینار (کاهتا)
اولوپینار {{ترکی|Ulupınar) (به کردی: Boban)  یک منطقهٔ مسکونی کردنشین در ترکیه است که در کاهتا واقع شده‌است.